# باغانیس
باغانیس (به ارمنی: Բաղանիս) یک روستا در ارمنستان است که در استان تاووش واقع شده‌است.  در  کیلومتری شمال ایجوان، مرکز استان تاووش واقع شده است.

## خصوصیات
باغانیس ۸۹۳ نفر جمعیت دارد و در ارتفاع  متر بالاتر از سطح دریا قرار گرفته است.